# Кривельський Олексій Вікторович
Олексі́й Ві́кторович Криве́льський — підполковник Збройних сил України.
2000 року закінчив факультет військової підготовки Харківського політехнічного інституту.

## Нагороди
21 жовтня 2014 року — за особисту мужність і героїзм, виявлені у захисті державного суверенітету та територіальної цілісності України, вірність військовій присязі під час російсько-української війни, відзначений — нагороджений орденом Богдана Хмельницького III ступеня.